# Station Ede (België)
Station Ede is een spoorwegstation langs spoorlijn 89 (Denderleeuw - Kortrijk) in het gehucht Ede van de gemeente Haaltert.
Hoewel gelegen in een gehucht (niet eens een deelgemeente) kan Station Ede toch mooie instapcijfers voorleggen, dit heeft te maken met de strategische locatie tussen grotere kernen als Mere, Haaltert en Nieuwerkerken. Voor veel inwoners van Haaltert is station Ede zelfs dichterbij gelegen dan het eigen station van het dorp.
Toen de spoorlijn Denderleeuw-Kortrijk werd aangelegd werd te Ede in het geheel geen station voorzien. In 1894 werd een stopplaats geopend en vanaf 1901 werd deze stopplaats een halte. Het huidige stationsgebouw dateert uit 1910 en is gebouwd door de Staat. Het betreft een haltegebouw van het Type 1893 L11. Zoals de typeomschrijving aangeeft telt de linkervleugel elf traveeën. Dit wijst erop dat Ede rond het begin van de 20e eeuw een belangrijk station geweest moet zijn. Uniek, en dat geldt voor meer haltegebouwen uit die periode, is dat boven de muuropeningen geen gebruik gemaakt is van ontlastingsbogen.
De perrons bevinden zich in een bajonetligging, dat betekent dat beide perrons schuin tegenover elkaar, aan weerszijden van de overweg liggen. Zodoende blijft de overweg minder lang gesloten als een trein in het station halt houdt. Oorspronkelijk bevond perron 1 zich voor het stationsgebouw. Het verplaatsen ervan naar de andere kant van de overweg heeft tot gevolg dat geen van de reizigers nu kan profiteren van de verwarmde wachtzaal. Om de sporen over te steken is geen speciale infrastructuur voorzien; reizigers dienen de overweg te gebruiken.
Tot 2009 was de situatie als volgt: op beide perrons stond ten minste één schuilhuisje van het oude type (Isobelec). Tevens kon men op perron 2 terecht in een groot, oud schuilhok. Beide perrons waren voor het grootste deel verhard. Van december 2009 tot medio 2010 werden de perrons geheel onder handen genomen. De hoogte werd op de nieuwe standaard (76 centimeter) gebracht, het gehele perron is sindsdien verhard en ook de wachthuisjes en de signalering zijn vernieuwd.
Er zijn twee gratis parkings voor auto's in de onmiddellijke buurt, maar die zijn niet altijd even comfortabel en soms te klein. Recent is een nieuwe fietsenstalling geopend aan de toegangsweg tot perron 2. Deze wijkt af van het standaardtype 'Forever' dat tegenwoordig overal bij stations en haltes geplaatst wordt. Vlak naast het stationsgebouw is er nog een fietsenrek dat ruimer is, zij het ietwat verouderd.
Sinds eind oktober 2012 zijn de loketten van dit station gesloten en is het een stopplaats geworden.
Het 119 jaar oud stationsgebouw werd in maart 2019 gesloopt. Op die plaats kwam een nieuwe fietsenstalling en een nieuwe betalende pendelparking.

## Galerij

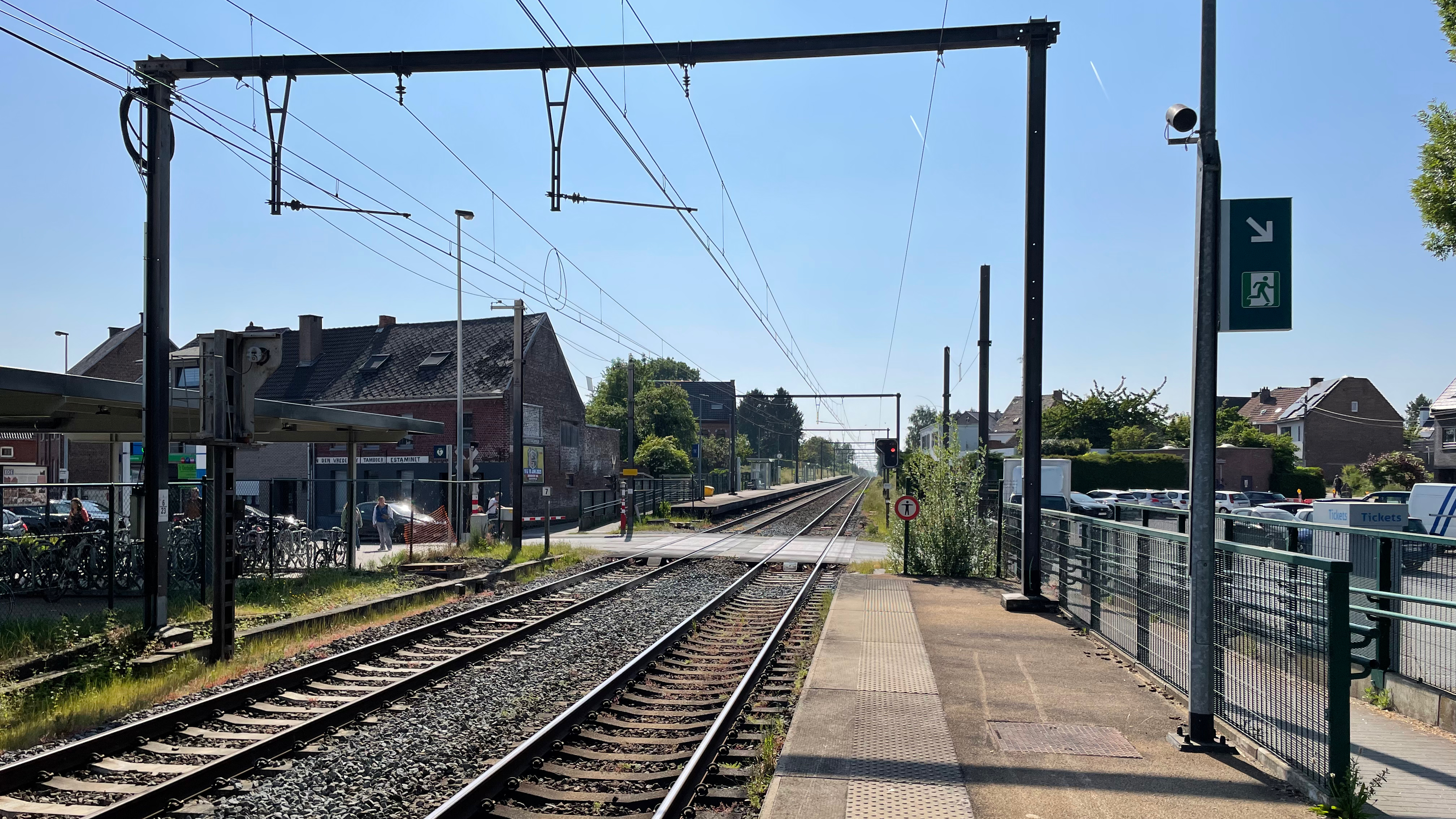
Overweg aan het station
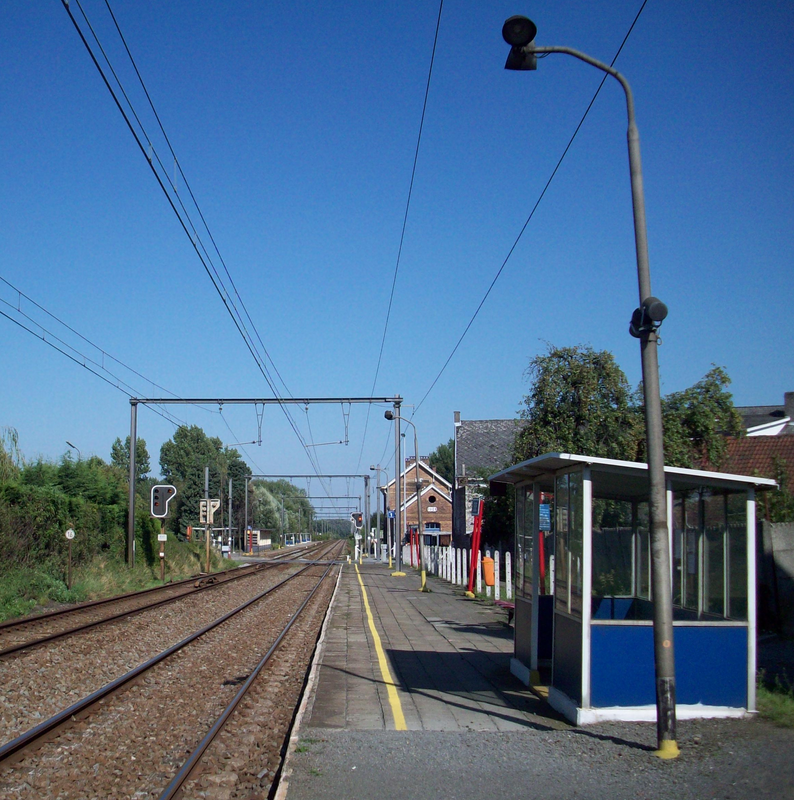
Zicht op perron 1
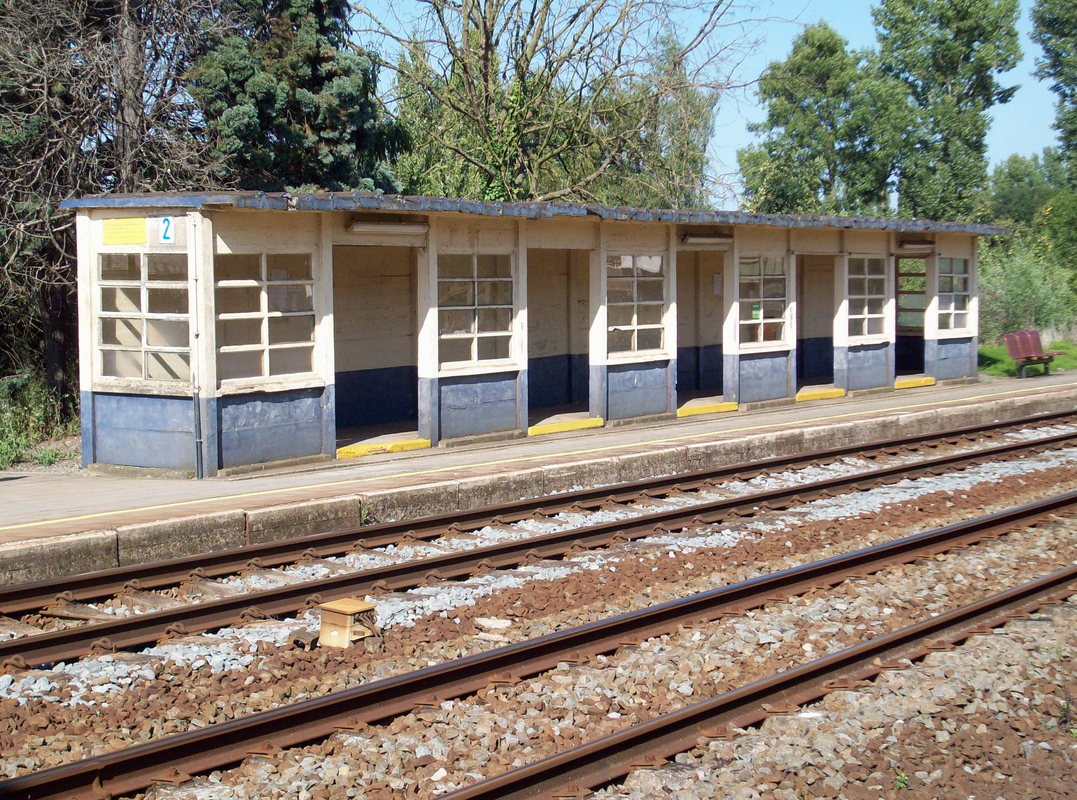
Oud type schuilhok op perron 2
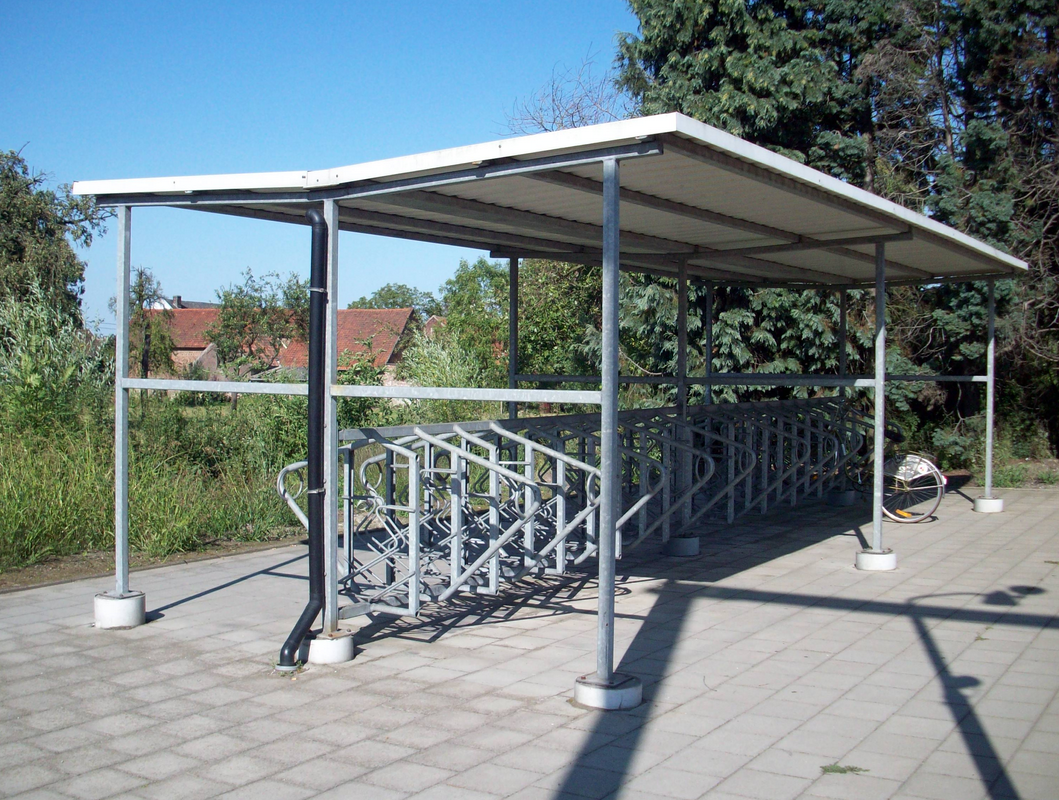
Fietsenstalling
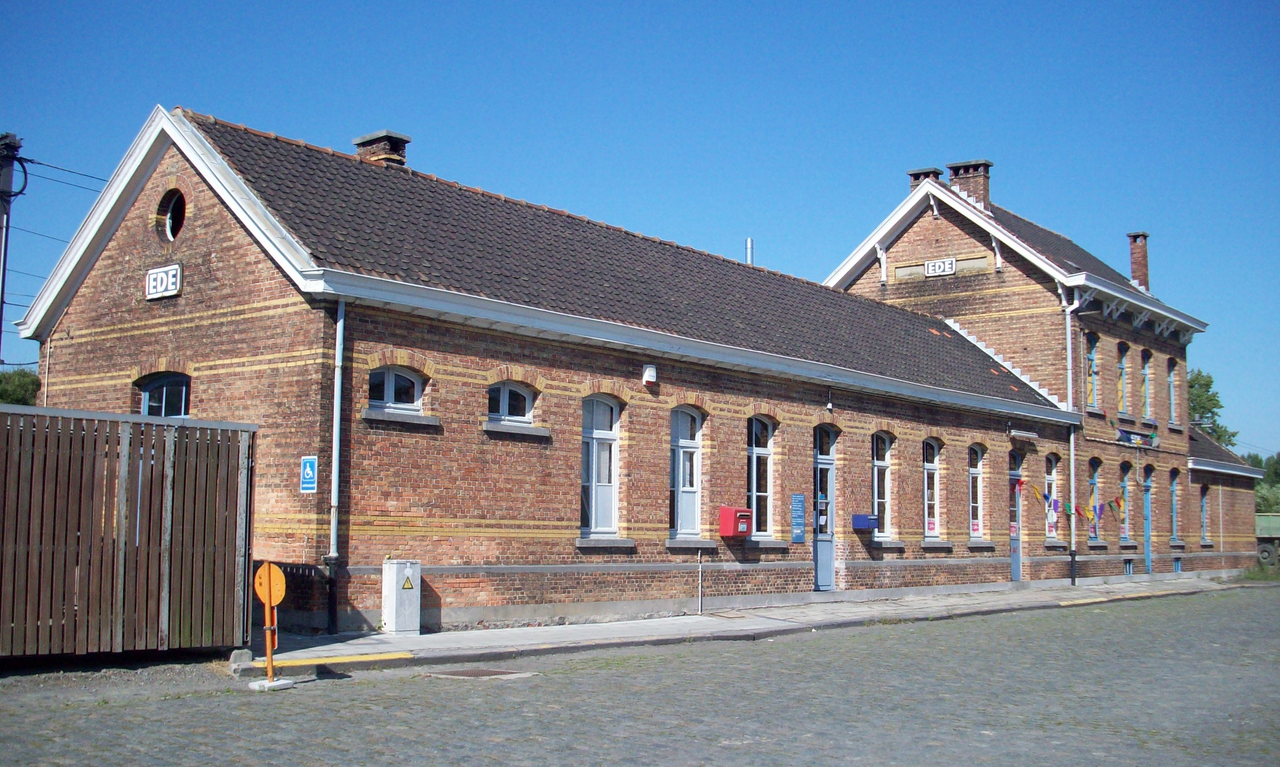
Voormalige stationsgebouw

## Treindienst
| Serie       | Treinsoort          | Route                                                                              | Bijzonderheden |
| ----------- | ------------------- | ---------------------------------------------------------------------------------- | --- |
| S 3         | GEN (NMBS)          | [ Denderleeuw – ] Geraardsbergen – Brussel-Zuid – [ Dendermonde ] / [ Schaarbeek ] | Rijdt tijdens de spits vanaf/naar Denderleeuw. Tijdens de spits extra ritten Geraardsbergen-Schaarbeek. Rijdt tijdens het weekend Denderleeuw-Brusssel-Noord.      |
| S 8         | GEN (NMBS)          | Zottegem – Ede – Brussel-Zuid – Brussel-Schuman – Ottignies – Louvain-la-Neuve     | Rit naar Zottegem rijdt niet in het weekend. Een rit rijdt dagelijks tussen Brussel-Zuid - Ottignies. Een rit rijdt dagelijks tussen Ottignies - Louvain-la-Neuve. |
| P 7950/8950 | Piekuurtrein (NMBS) | Kortrijk – Ede – Brussel-Zuid – Schaarbeek                                         | Rijdt alleen op werkdagen. |

## Reizigerstellingen
De grafiek en tabel geven het gemiddeld aantal instappende reizigers weer op een week-, zater- en zondag.
| Tabel: aantal instappende reizigers station Ede | Tabel: aantal instappende reizigers station Ede | Tabel: aantal instappende reizigers station Ede | Tabel: aantal instappende reizigers station Ede |
|                                                 | Weekdag                                         | Zaterdag                                        | Zondag                                          |
| ----------------------------------------------- | ----------------------------------------------- | ----------------------------------------------- | ----------------------------------------------- |
| 1977                                            | 994                                             | 91                                              | 65                                              |
| 1978                                            | 871                                             | 37                                              | 34                                              |
| 1979                                            | 1 042                                           | 114                                             | 42                                              |
| 1980                                            | 774                                             | 68                                              | 18                                              |
| 1981                                            | 819                                             | 61                                              | 39                                              |
| 1982                                            | 815                                             | 57                                              | 55                                              |
| 1983                                            | 768                                             | 52                                              | 47                                              |
| 1984                                            | 825                                             | 44                                              | 43                                              |
| 1985                                            | 663                                             | 50                                              | 47                                              |
| 1986                                            | 669                                             | 39                                              | 54                                              |
| 1987                                            | 877                                             | 47                                              | 46                                              |
| 1988                                            | 730                                             | 27                                              | 29                                              |
| 1989                                            | 741                                             | 26                                              | 34                                              |
| 1990                                            | 749                                             | 19                                              | 19                                              |
| 1991                                            | 744                                             | 32                                              | 20                                              |
| 1992                                            | 719                                             | 32                                              | 26                                              |
| 1993                                            | 671                                             | 35                                              | 19                                              |
| 1994                                            | 624                                             | -                                               | -                                               |
| 1995                                            | 646                                             | -                                               | -                                               |
| 1996                                            | 776                                             | -                                               | -                                               |
| 1997                                            | 693                                             | -                                               | -                                               |
| 1998                                            | 633                                             | -                                               | -                                               |
| 1999                                            | 569                                             | -                                               | -                                               |
| 2000                                            | 613                                             | -                                               | -                                               |
| 2001                                            | 600                                             | -                                               | -                                               |
| 2002                                            | 624                                             | -                                               | -                                               |
| 2003                                            | 593                                             | -                                               | -                                               |
| 2004                                            | 556                                             | -                                               | -                                               |
| 2005                                            | 615                                             | -                                               | -                                               |
| 2006                                            | 584                                             | -                                               | -                                               |
| 2007                                            | 618                                             | -                                               | -                                               |
| 2008                                            | -                                               | -                                               | -                                               |
| 2009                                            | 517                                             | -                                               | -                                               |
| 2010                                            | -                                               | -                                               | -                                               |
| 2011                                            | -                                               | -                                               | -                                               |
| 2012                                            | 474                                             | -                                               | -                                               |
| 2013                                            | 482                                             | -                                               | -                                               |
| 2014                                            | 491                                             | -                                               | -                                               |
| 2015                                            | 499                                             | -                                               | -                                               |
| 2016                                            | 538                                             | -                                               | -                                               |
| 2017                                            | 511                                             | -                                               | -                                               |
| 2018                                            | 510                                             | -                                               | -                                               |
| 2019                                            | 431                                             | -                                               | -                                               |
| 2020                                            | 207                                             | -                                               | -                                               |
| 2021                                            | -                                               | -                                               | -                                               |
| 2022                                            | 634                                             | 145                                             | 119                                             |
| 2023                                            | 576                                             | 66                                              | 65                                              |
| 2024                                            | 494                                             | 170                                             | 127                                             |

0,0: Denderleeuw ·
2,1: Welle ·
3,9: Haaltert ·
6,5: Ede ·
11,2: Burst ·
13,0: Terhagen ·
14,3: Herzele ·
16,0: Hillegem ·
17,6: Leeuwergem ·
20,2: Zottegem ·
25,8: Roborst ·
27,5: Munkzwalm ·
30,0: Sint-Denijs-Boekel ·
32,5: Welden ·
34,7: Ename ·
37,5: Oudenaarde ·
41,0: Petegem ·
43,2: Elsegem ·
45,7: Anzegem ·
49,1: Sterhoek ·
53,8: Vichte ·
56,6: Deerlijk ·
59,8: Stasegem ·
63,3: Kortrijk